# 班托羅德里格斯水壩災難
班托羅德里格斯水壩災難發生在2015年11月5日，當時巴西馬里亞納的次分區班托羅德里格斯鐵礦水壩發生的潰決事件， 造成洪水衝擊，至少17人死亡，16人受傷。
大約6,000萬立方公尺的廢鐵水流入多希河。17天後具有毒性的棕色土石流流入大西洋。如今仍然不清楚總體的影響，還有對河川和野生動植物的影響。這次事件是巴西史上最嚴重的環境災害。

班托羅德里格斯鐵礦水壩是Samarco公司的資產，而該公司是淡水河谷公司和必和必拓兩家公司共同投資成立的合資公司。一開始懷疑的水壩潰決原因與巴西當局2013年的報告相同－水壩結構問題，必和必拓否認該觀點  ，而真實的原因仍在調查。.

## 概況
Fundão and Santarém水壩屬於Germano礦場的一部分，由Samarco Mineração SA公司控制，這兩個水壩位於米納斯吉拉斯州首府美景市的都會區，歐魯普雷圖一帶東北，屬於馬里亞納轄區下的Santa Rita Durão。尾水壩建造的目的是用來收集這些礦區提鍊鐵礦過程所累積產生的廢水。
2016年1月，洩露的內部文件指出，在水霸災難發生之前的14個月，顯示Samarco早已經被警告水霸可能會潰堤。2008到2012年間，Samarco曾找巴西頂尖的尾壩工程師Joaquim Pimenta de Ávila，設計和興建Fundão水壩。而從2013年開始，Ávila成為顧問，並檢查Fundão水壩狀況。2014年9月Ávila呈報的技術報告指出多個水壩結構問題(漏洞)，和要怎麼補救－主要是興建扶壁。
Samarco宣稱已經施行所有Ávila給出來的建議。當水壩已經在加高的過度，而累積的沉積物已經達到最高的容量，水庫到達臨界點，要開始露出來了。然後，Samarco並未回答扶壁是要解決什麼問題，更一步，Samarco宣稱從來沒有擔心結構損壞的嚴重程度，更別提會有即將來臨的災難性故障。

## 事件
11月5日大約是在下午3:30 PM，Fundão水壩有裂縫出現，接著馬上有一組外包工作人員到報現場，嘗試透過部分洩洪的方式，減輕水庫裂縫的程度。大約4:20 PM 出現破裂，釋出大量有毒沉澱物到聖塔倫河谷。
班托羅德里格斯的次分區，位於河谷下游2.5公里處，在水霸災難發生不久就被宣洩而下的泥水淹沒。其他位於Gualaxo河谷，同樣屬於馬里亞納一帶的村鎮和分區，也受到輕微損壞。
班托羅德里格斯位於未有舖面的小路上，也是唯一到其他分區的陸路交通方式，同時是行政中心。由於只有一條路通達，因此洪水一來，導致班托羅德格斯交通中斷，唯一的進出方式只剩下直升機了。洪水影響範圍內有一座學校，老師依靠直升機才能在上學前移出學生。
讓局勢更糟的一點，公司和鄰近的社區並未準備緊急應變計畫或是撤離路線，讓居民有足夠時間逃到比較安全的地方。
大約有600位民眾疏散到鄰近的小鎮馬里亞納，部隊則佈署進去協助疏散。水壩由全球最大，總部在澳洲墨爾本，央格魯-澳洲跨國採礦公司必和必拓，以及曾被Public Eye Pepople頒發的2012年「最差公司」獎項，全球第三大採礦公司淡水河谷公司共同開發。
由於水壩中的污染物，有人擔憂鄰近的Doce河支流pt會被污染。

## 影響

### Doce河污染
11月5日6:30pm，尾壩裡的鐵污泥流入Doce河。Doce河谷的流域大小大約是86,715平方公里，86%的流域位於米納斯吉拉斯州和聖埃斯皮里圖州。整體來說，這條河流為230個城鎮提供生活所需資源。
根據聖埃斯皮里圖州聖克魯斯Estação Biologia Marinha Augusto Ruschi研究海洋生物學的生物和生態學家Andrew Ruschi表示，這些廢水需要為時數十年時間，才能稀釋到先前的濃度。
這些廢水也達到距離馬里亞納100公里之內，位於聖克魯斯-杜埃斯卡爾瓦杜的Risoleta Neves水力發電廠。根據營運電廠的公司表示，並未受到廢水影響。
11月9日，瓦拉達里斯州長市宣佈由於Doce河的泥水停止取水。次日，政府由於城市缺水而宣佈進入公眾災難狀態。根據市政府的分析，泥水中含有高於可接受濃度，有害健康的重金屬，像是砷、鉛、汞。

### 南大西洋的污染
11月22日，廢泥水到達大西洋。毒泥水散佈到聖埃斯皮里圖州沿海，造成沿岸城市關閉海灘。
2016年1月7日，廢泥水到達巴伊亞州濱海區。
由於Abrolhos海洋國家公園，在整個南大西洋一帶擁有相當豐富的生物多樣性，因此是巴西相當重要的生態系，環境學家密切觀察廢泥水對Abrolhos海洋國家公園的影響。

## 後果

### 事故原因調查
在2015年11月的前四分之一時，巴西眾議院和聖埃斯皮里圖州議會各成立特別委員調查這起事故，以及做出的努力。根據媒體報導，許多組成委員會的議員都收到淡水河谷公司贊助他們選舉活動的捐款。這些捐款總數有2,600萬巴西雷亞爾，經過巴西選委會的合法申報程序。然而，批評者指出這些議員的參與顯然已經帶有偏見了。

### 向Samarco求償
米納斯吉拉斯州政府在災難發生後隨即終止Samarco的運作許可。
接著，巴西政府對Samarco公司這次事故，處以R$2億5,000萬(6,630萬美金)罰鍰
這次罰鍰是初步的處份，而後續的處份會隨著兩家公司造成水污染和損害狀況而增加。
2016年1月，巴西政府與Samarco公司達成協議，Samarco公司將付出R$200億 (48億美金)罰金。
這份罰金並不包括災害受影響民眾的補償金，以及被污染地區的復原成本。

## 法律行動
2016年10月，媒體報導巴西檢方以謀殺罪起訴淡水河谷公司和必和必拓21名包括高層的人員。

## 反應

### 國家
市政當局馬上為無家可歸的人展開募款活動，並且強調徵求牙刷、紙巾、眼鏡、餐具、免洗餐盤和特別是飲用水等物品的緊急需求，而收取現金捐款的銀行帳戶也開設了。此外，在災難發生後所有城市等級的活動都取消直至11月16日為止。市長辦公室的備忘錄表示：「在這個時間點，馬里亞納市將專注在救援行動和相關援助行動。」
聯邦政府總理Jaques Wagner，決定將聯邦軍隊派遣到米納斯吉拉斯州。總理與州長Fernando Pimentel協調派遣聯邦軍隊。Jaques Wagner在迪爾瑪·羅賽芙總統從巴西巴西利亞回來的旅程之前，宣佈這項決定。
馬里亞納天主教大主教說：「我們對那些有房子或是財產遭被摧毀，或是親愛的家人死亡的家庭，災難中不可計數的受害者，表達發自心中最誠致的哀傷。如今要聚集所有的力量，讓受到這場慘劇影響的人減少承受的痛苦。我們呼籲社群支持受害者。 [...]。我們向上帝禱告，藉由你們的大愛，增強和安慰被災難影響的受害者。」除了教區主教外，Itabira、Three Lakes、East Regional II CNBB，包括米納斯吉拉斯州和聖埃斯皮里圖州，也發表聲明聲援受悲劇影響的受害人。
11月8日，在美景市舉行的克魯塞羅體育俱樂部和聖保羅足球俱樂部足球賽，也同時舉行募集物資的活動。

### 國際
聯合國專家的報告與巴西政府報告中數個主張彼此矛盾，而且巴西政府報告還有涉嫌的礦業公司宣稱他們釋出的化學物質無害。聯合國報告還指出釋出的泥水中含有「高濃度有毒重金屬和其他有毒化學物質」，而且批評上述資訊揭露太慢了。
法國外交部發言人Romain Nadal表達慰問之意，「我們馬里亞納州南部的礦業水壩潰堤事件表示深切的慰問之意。」
北美樂團珍珠果醬樂團則在11月20日在美景市表演，承諾會將演會收入損給災難受害者。歌手艾迪·維達則公開呼籲要嚴懲Samarco和其他涉入的公司。